# Svindlerek (film)
A Svindlerek (eredeti címe: The Grifters) 1990-ben bemutatott amerikai bűnügyi thriller, amelyet Stephen Frears rendezett. A forgatókönyvet Donald E. Westlake készítette Jim Thompson azonos című regénye alapján. A főbb szerepekben John Cusack, Anjelica Huston és Annette Bening. 1990. szeptember 14-én mutatták be a Torontói Nemzetközi Filmfesztiválon. Az Egyesült Államokban december 5-től vetítették a mozikban. Magyarországon 1992. június 11-től volt elérhető videokazettán.
A produkciót négy Oscar-díjra, egy Golden Globe-díjra és egy BAFTA-díjra jelölték.

## Cselekmény
Lilly Dillon veterán szélhámos. Bobo Justusnak, a maffia bukmékerének dolgozik, aki nagy összegű fogadásokat köt a versenypályákon, hogy csökkentse a hosszútávfutók esélyeit. Útban La Jollába egy versenyre, megáll Los Angelesben, hogy meglátogassa fiát, Royt, a kisstílű szélhámost, akit nyolc éve nem látott. Azonban Royt rajtakapták egy piti csaláson, és baseballütővel hasba vágták, ezért Lillynek mentőt kell hívnia. A kórházban Lilly találkozik Roy barátnőjével, Myrával, aki nem tetszik neki. Lilly sürgeti a fiát, hogy hagyja abba a szélhámosságot, miután a csalása miatt majdnem meghalt. Mivel későn indul La Jollába, lemarad egy versenyről, ahol a győztesnek 70 az 1-hez fizetnek. A hibájáért Bobo hasba vágja, majd szivarral megégeti a kezét.
Myra, akárcsak Roy és Lilly, szintén szélhámos, és szexuális vonzerejét használja fegyverként. Roy felépülése után La Jollába mennek hétvégére, ahol az úton Myra szemtanúja lesz a férfi manipulált kockajátékának. A nő bevallja, hogy új partnert keres egy hosszú távú szélhámossághoz, de Roy visszautasítja, mert úgy érzi, a nő át akarja verni. Myra megvádolja Royt, hogy a saját anyja után vonzódik, mire a férfi megüti, és megszakítja vele a kapcsolatot. Myra bosszúra éhesen rájön, hogy Lilly évek óta pénzt lop Bobótól. Mikor kiszivárogtatja az információt, Lillyt egy barátja figyelmezteti, hogy meneküljön. Myra követi a nőt egy motelba, ahol meg akarja ölni és ellopni a pénzét.
Royt telefonon keresi a rendőrség, hogy azonosítsa anyja holttestét. Roy azt mondja a rendőröknek, hogy az anyja az, de valójában Myra holtteste van a motelban. Mikor Roy hazamegy, szembesül vele, hogy Lilly betört a házába, és a pénzét akarja. A nő elismeri, hogy megölte Myrát, mert megpróbálta őt megfojtani. Mikor Roy nem engedi, hogy Lilly elvegye a pénzét, az anyja könyörög neki, megpróbálja elcsábítani, majd hazudik, hogy nem az ő fia. Roy undorodva fordul el tőle, mire Lilly olyan erősen fejbevágja egy táskával, hogy a férfi kezében összetörik a pohár, és a szilánkok megvágják a nyakát. Roy elvérzik, és meghal, Lilly pedig megsiratja a fiát, majd összeszedi a pénzt, és eltűnik.

## Szereplők
| Szerep             | Színész            | Magyar hang      |
| ------------------ | ------------------ | ---------------- |
| Roy Dillon         | John Cusack        | Zalán János      |
| Myra Langtry       | Annette Bening     | Kiss Erika       |
| Lilly Dillon       | Anjelica Huston    | Andresz Kati     |
| Bobo Justus        | Pat Hingle         | Horkai János     |
| Mintz              | Eddie Jones        | Velenczey István |
| Cole               | J. T. Walsh        | Mikula Sándor    |
| Hebbing            | Charles Napier     | Hankó Attila     |
| Simms              | Henry Jones        | Kun Vilmos       |
| Joe                | Gailard Sartain    | Ujlaki Dénes     |
| Carol Flynn nővér  | Noelle Harling     |                  |
| ékszerész          | Stephen Tobolowsky | Juhász Jácint    |
| újonc matróz, Paul | Paul Adelstein     |                  |
| újonc matróz       | Jeremy Piven       |                  |
| Pierson hadnagy    | Xander Berkeley    | Varga T. József  |
| moteli recepciós   | Frances Bay        |                  |
| az orvos           | Sandy Baron        |                  |

## Fogadtatás

### Kritikai visszhang
A film kiváló értékeléseket kapott a kritikusoktól. A Rotten Tomatoeson 92%-os minősítést ért el 50 értékelés alapján, a konszenzus szerint: „A hűvösen összeszedett és magabiztosan előadott Svindlerek egy stílusos kalandjáték, amely a művészetet a szélhámosságba helyezi.” Pauline Kael a New Yorkertől azt írta: „Az Los Angeles-i film noirral játszadozó rendező, Stephen Frears és a forgatókönyvíró, Donald E. Westlake csavaros, rendhagyó dolgokat művel.” Julie Salamon a Wall Street Journaltől azt írta: „Frears ugyanolyan jól bánik a kis apróságokkal, mint a nagyokkal - és ez azt jelenti, hogy ezek nagyszerűek.” Vincent Canby a New York Timestól azt írta: „A Svindlerek annyira jó, hogy az ember megbabonázva hagyja el a színházat.”
A Metacritic 86 pontot adott a 100-ból 18 vélemény alapján. Owen Gleiberman az Entertainment Weeklytől azt írta: „A film pépes, mégis meglepő érzelmi erőre tesz szert - különösen, amikor Anjelica Huston alakítja Lillyt, a túlélőt, aki bármit megtesz, hogy úrrá legyen a környezetén.” Roger Ebert szerint: „Az alakítások mindegyike alattomosan erőteljes.” Adrienne Scott az Empire-től azt írta: „A Lilly és Roy közötti vérfertőző érzelmek forrongása, amely a megrázó végkifejlethez vezet, rosszul van kidolgozva és rosszul kezelve, és a csúcsponttalanság érzését hagyja maga után.”

### Bevétel adatai
A Box Office Mojo szerint a film 13,4 millió dolláros bevételt ért el, a költségvetésről nincs adat.

## Fontosabb díjak és jelölések
| Esemény               | Díj              | Kategória                                            | Eredmény |
| --------------------- | ---------------- | ---------------------------------------------------- | -------- |
| 45. BAFTA-gála        | BAFTA-díj        | Legjobb női mellékszereplő – Annette Bening          | Jelölve  |
| 48. Golden Globe-gála | Golden Globe-díj | Legjobb női főszereplő (filmdráma) – Anjelica Huston | Jelölve  |
| 63. Oscar-gála        | Oscar-díj        | Legjobb női főszereplő – Anjelica Huston             | Jelölve  |
| 63. Oscar-gála        | Oscar-díj        | Legjobb női mellékszereplő – Annette Bening          | Jelölve  |
| 63. Oscar-gála        | Oscar-díj        | Legjobb rendező                                      | Jelölve  |
| 63. Oscar-gála        | Oscar-díj        | Legjobb adaptált forgatókönyv                        | Jelölve  |